# Maipo (volcan)
Pour les articles homonymes, voir Maipo.
Le Maipo (du mapudungun : maipún = « cultiver la terre ») est un stratovolcan à la frontière entre l'Argentine et le Chili. Culminant à 5 323 mètres d'altitude, il est situé dans les hautes Andes. Au Chili, à l'ouest, le volcan est situé dans la région métropolitaine de Santiago, province de Cordillera, commune de San José de Maipo. En Argentine, à l'est, il se trouve dans la province de Mendoza, département de San Carlos. Sur le versant occidental du volcan naît le Río Maipo ; sur le versant oriental naît le río Diamante.
Le volcan s'est développé sur la caldeira du Diamante. Il a surgi au Pléistocène. Dans les registres historiques on fait mention de, apparemment du moins, quatre éruptions, survenues entre 1822 et 1941, qui correspondent à des explosions stromboliennes. Un flux de matériel magmatique, en 1826, aurait bloqué la voie orientale d'écoulement des neiges et glaces fondues du volcan, créant ainsi la laguna del Diamante. Il est toujours considéré comme actif, sa dernière grosse éruption ayant eu lieu en 1908.

## Géographie

### Diamante
L'activité éruptive en relation avec le site du Maipo qui a le plus attiré l'attention des géologues et volcanologues est un très vieil évènement cataclysmique produit par l'éruption du Diamante, une caldeira de vingt kilomètres de longueur pour quinze kilomètres de largeur dans lequel s'inscrit le Maipo et la laguna del Diamante.
Le Diamante entre en activité il y a quelque 500 000 à 450 000 ans, éjectant une énorme quantité de matériel pyroclastique (entre 260 et 350 km3). Cela représente un cube de 7 kilomètres de côté.
Le matériel libéré dans ce seul évènement correspond à 50 % de tout le matériel éjecté par les volcans entre les latitudes 33º et 35º sud durant tout le quaternaire. Ce flux se déplaça sur plus de 130 kilomètres.
Si l'éruption du Diamante se répétait aujourd'hui, toute la ville de Santiago du Chili, serait détruite et le nuage de cendres volcaniques couvrirait jusqu'au sud du Brésil. Ce genre d'éruption n'est toutefois pas si rare. En avril 1815, l'explosion du Tambora a éjecté plus ou moins 200 km3, ce qui est assez proche des quantités libérées lors de l'éruption du Diamante. Actuellement, on ne peut pas considérer le Diamante comme inactif.
Après l'énorme éruption, le Maipo a crû comme un stratovolcan jusqu'à 1 900 mètres au-dessus de la caldeira.

## Histoire

### L'aventure d'Henri Guillaumet
C'est dans les environs du volcan, près de la Laguna Diamante, du côté argentin, que l'avion du pilote français Henri Guillaumet s'écrasa, l'obligeant à passer cinq jours à lutter contre les éléments et la solitude, jusqu'à ce qu'il soit sauvé. L'aventure de Guillaumet inspira à son compagnon Antoine de Saint-Exupéry — auteur du Petit Prince — l'écriture du livre Terre des hommes.